# Tricholabus mitchelli
Tricholabus mitchelli là một loài tò vò trong họ Ichneumonidae.